# Política de Italia

Escudo de Italia.

Italia es una república parlamentaria con democracia representativa y multipartidista, cuyo sistema político es definido en su ley suprema de 1948 (Constitución de la República Italiana).
El poder ejecutivo está a cargo del Gobierno, formado por tres órganos: el Presidente del Consejo de Ministros, que es el jefe de Gobierno, informalmente llamado "primer ministro", los Ministros y el Consejo de los Ministros.
El poder legislativo está a cargo del Parlamento, que tiene una estructura bicameral, estando formado por la Cámara de los Diputados y el Senado de la República. El poder judicial es independiente del ejecutivo y el legislativo. 
El Presidente de la República es el jefe de Estado y representa la unidad nacional.

## Antecedentes
Tras a la Unificación de Italia se instauró una monarquía constitucional que duró hasta la instauración del fascismo. Durante la monarquía existía un régimen liberal, momento histórico en el que se crearon partidos importantes del siglo XX como el Partido Socialista Italiano o el Partido Republicano Italiano. En los años 1920, la dictadura de Benito Mussolini prohibió los partidos políticos a excepción del Partido Nacional Fascista. La Segunda Guerra Mundial y la Resistencia partisana acabaron con el régimen fascista instaurándose una república tras un referéndum.
En 1948 se promulgó la Constitución republicana. El nuevo sistema estaba dominado por la Democracia Cristiana, que gobernaba en solitario o junto a otros partidos: el Partido Socialista Italiano, el Partido Socialista Democrático Italiano, el Partido Republicano Italiano y el Partido Liberal Italiano. El principal partido opositor era el Partido Comunista Italiano. Los grandes nombres de esta época fueron, entre muchos otros, Alcide De Gasperi, de la DC, ocho veces primer ministro, Bettino Craxi, por el PSI, o Enrico Berlinguer, del PCI, que ideó el Compromesso storico (Compromiso histórico).
A principios de los años 90, la justicia descubrió una gigantesca red de corrupción en la política italiana, en el proceso judicial denominado Manos Limpias. La corrupción acabó con los partidos políticos tradicionales, además de llevar a los juzgados a la mayoría de los políticos del país. Tomaron el poder entonces nuevos políticos como Silvio Berlusconi o políticos "limpios" como Romano Prodi. Los profundos cambios acaecidos tras estos eventos, como por ejemplo el cambio de sistema electoral y la disolución de los antiguos partidos, hacen que se conozca a esta época como la Seconda Repubblica (Segunda República).
Según el analista Stefano Palombarini, la vida política italiana, como en muchos otros países europeos, lleva mucho tiempo oponiendo un bloque de izquierda a otro de derecha. La primera reunía principalmente a trabajadores, empleados poco cualificados, funcionarios y profesiones intelectuales; la segunda reunía principalmente a pequeños y grandes empleadores, comerciantes, artesanos y trabajadores autónomos. A partir de los años 1990, estos dos bloques se volvieron cada vez más inestables, lo que llevó a la desintegración del bloque de izquierda en 2007 con la formación del Partido Democrático, y luego del bloque de derecha en 2010 con la desintegración del partido de Silvio Berlusconi, Forza Italia, con la Alianza Nacional de Gianfranco Fini.
En este contexto de crisis política, surgió el proyecto de una nueva coalición "más allá de la derecha y la izquierda": un "bloque burgués" que reúne a las clases altas y medias en torno a la integración europea y al liberalismo económico. Su constitución coincidió con el envío en 2011 de una carta de la Comisión Europea que impuso a Italia un reajuste de su política económica, provocando la caída del gobierno de Silvio Berlusconi y la llegada al poder de Mario Monti. Este nuevo bloque lideró Italia durante siete años, bajo los sucesivos gobiernos de Mario Monti, Enrico Letta, Matteo Renzi y Paolo Gentiloni. Su fracaso económico llevó a la formación en 2018 de un gobierno que incluye el Movimiento 5 Estrellas y la Liga. 

## Poder ejecutivo

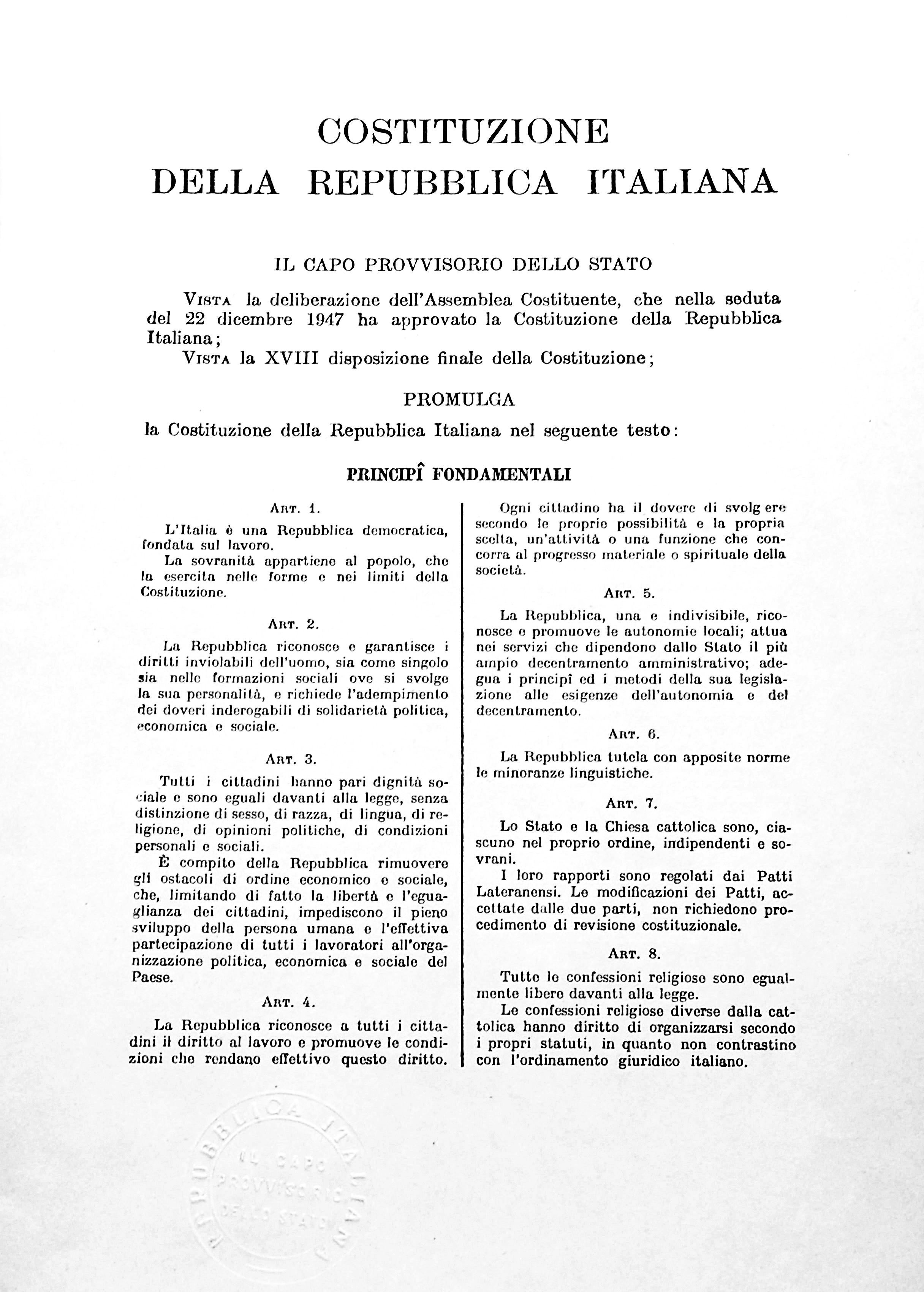
Copia de la primera página de la Constitución de la República Italiana.

El presidente de la República italiana es el jefe de Estado del país. El presidente de la República debe velar por la unidad del país siendo el guardián de la Constitución. Además actúa como árbitro entre las distintas fuerzas y poderes políticos. El actual presidente de la República es Sergio Mattarella. El presidente de la República es elegido por el parlamento por un periodo de siete años.
El presidente de la República Italiana nombra un presidente del Consejo de Ministros y los ministros propuestos por este. El Gobierno así nombrado necesita la aprobación de las dos ramas del parlamento. El presidente del Consejo de Ministros es el jefe de gobierno y el principal referente político del país. Tras la dimisión del "premier" 
Silvio Berlusconi, el 12 de noviembre de 2011, el senador vitalicio Mario Monti fue nombrado por Giorgio Napolitano. Mario Monti, presentó su dimisión como jefe del Gobierno el 21 de diciembre de 2012, al presidente de la República italiana, Giorgio Napolitano, tras trece meses al frente de un Ejecutivo tecnócrata investido para reconducir las finanzas y la economía del país.

## Poder legislativo
A nivel nacional, los italianos tienen un parlamento bicameral formado por la Cámara de los Diputados (630 diputados) y un Senado (315 senadores, elegidos democráticamente más unos pocos senadores vitalicios). Como máximo, una legislatura dura cinco años, pero normalmente se disuelve el parlamento antes de ese tiempo. Es de destacar que las dos cámaras son simétricas, ya que comparten los mismos poderes.

## Poder judicial
La Corte Constitucional de Italia es el máximo órgano a nivel judicial del país. Uno de sus miembros es el presidente del tribunal, nombrado por el presidente del país. Los otros miembros son nombrados de la siguiente forma: un tercio por el presidente del país, un tercio por el parlamento y el último tercio por los tribunales administrativos menores.

## Partidos políticos

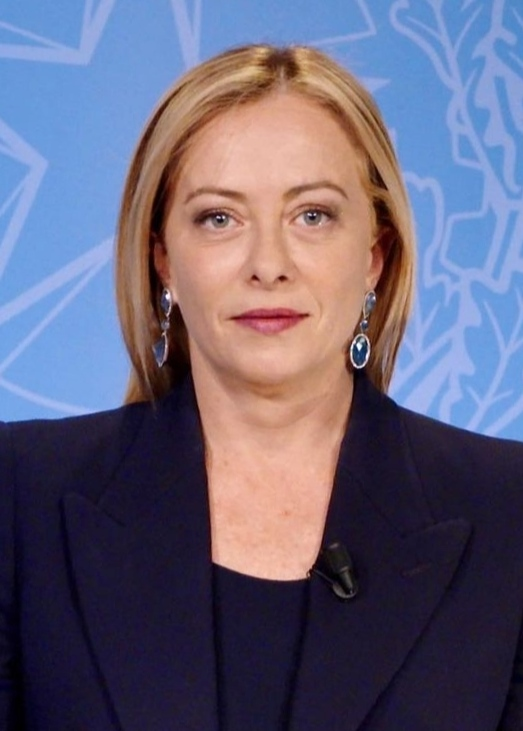
La actual jefa de Gobierno de Italia, Giorgia Meloni.

El sistema electoral italiano favorece a las mayorías, por lo que los partidos políticos forman grandes coaliciones para presentarse a las elecciones. Para las elecciones generales de Italia de 2022 se constituyeron dos coaliciones:
- Coalición de centroderecha
  - Liga Salvini Premier (LSP)
  - Forza Italia (FI)
  - Hermanos de Italia (FdI)
  - Nosotros Moderados (NM)[2]
  - otros

- Coalición de centroizquierda
  - Partido Democrático - Italia democrática y progresista (PD-IDP)[3]
  - Compromiso Cívico Luigi Di Maio - Centro Democrático (IC)[4]
  - Alianza Verdes e Izquierda (AVS)[5]
  - +Europa
  - otros

Otras listas electorales que no formaban parte de alguna coalición fueron la del Movimiento 5 Estrellas (transversalista), Acción - Italia Viva (liberalista) y otras menores.
El gobierno actual de Italia, presidido por Giorgia Meloni, consiste en una administración apoyada por Hermanos de Italia, Forza Italia, la Liga y otros partidos menores de centro-derecha.